# هیلتن، استرالیای جنوبی
هیلتن (به انگلیسی: Hilton) یک حومه شهر در استرالیا است که در استرالیای جنوبی واقع شده‌است.